# Draft de la UFL de 2009
El Draft 2009 fue el primero de la United Football League en su "Premier Season". El resultado de la selección fue anunciado a la prensa el 19 de junio de 2009.
Los jugadores que fueron seleccionados eran los que acudieron a los entrenamientos en Orlando y Las Vegas. Una vez que un jugador fue seleccionado por el equipo sus derechos estaban en manos del equipo en caso de que el jugador optara por jugar en la UFL. Cada equipo seleccionó un total de 24 jugadores aunque no todos formaron parte de la plantilla final.

## Selección de Jugadores
|  | = Jugadores que firmarón con el equipo que lo seleccionó |

### California Redwoods
| Player                | Position | College             |
| --------------------- | -------- | ------------------- |
| Odie Armstrong        | FB       | NW Oklahoma State   |
| Obafemi Ayanbadejo    | FB       | San Diego State     |
| Shane Boyd            | QB       | Kentucky            |
| Larry Brackins        | WR       | Pearl River CC      |
| Kai Brown             | LS       | Brown               |
| Brett Dietz           | QB       | Hanover             |
| Marcus Fitzgerald     | WR       | Marshall            |
| Marquies Gunn         | DE       | Auburn              |
| Derrell Hutsona       | RB       | Washington State    |
| Prince Kwateng        | LB       | Northwestern        |
| Branden Ledbetter     | TE       | Western Michigan    |
| Cory Lekkerkerker     | T        | California-Davis    |
| Joe Martin            | LB       | San Diego State     |
| Liam O'Hagan          | QB       | Harvard             |
| Brian Rimpf           | T        | East Carolina       |
| B. J. Sams            | WR       | McNeese State       |
| Brian Stamper         | T        | Vanderbilt          |
| Jason Stewart         | NT       | Fresno State        |
| Damon Suggs           | DE       | Georgia Southern    |
| Ahmad Treaudo         | DB       | Southern            |
| Marviel Underwood     | DB       | San Diego State     |
| Jeremy Unertl         | DB       | Wisconsin–La Crosse |
| John David Washington | RB       | Morehouse           |
| Joe West              | WR       | Texas-El Paso       |

### Florida Tuskers
| Jugador            | Posición | College                  |
| ------------------ | -------- | ------------------------ |
| Fred Bledsoe       | NT       | Arkansas                 |
| Brooks Bollinger   | QB       | Wisconsin                |
| Ronnie Cruz        | FB       | Northern State           |
| Mike Doss          | DB       | Ohio State               |
| Greg Fassitt       | DB       | Grambling                |
| Chas Gessner       | WR       | Brown                    |
| Keith Heinrich     | TE       | Sam Houston State        |
| Rien Long          | NT       | Washington State         |
| Grant Mason        | DB       | Míchigan                 |
| Tim McGarigle      | LB       | Northwestern             |
| Chris Perry        | RB       | Míchigan                 |
| Rob Petitti        | T        | Pittsburgh               |
| Zach Piller        | OG       | Florida                  |
| Eric Powell        | DE       | Florida State            |
| Anthony Schlegel   | LB       | Ohio State               |
| Bo Schobel         | DE       | TCU                      |
| Dominique Thompson | WR       | William & Mary           |
| DeJuan Tribble     | CB       | Boston College           |
| Larry Tripplett    | NT       | Washington               |
| Darius Vinnett     | DB       | Arkansas                 |
| Seth Wand          | T        | Northwest Missouri State |
| Jermaine Wiggins   | TE       | Georgia                  |
| Quincy Wilson      | RB       | West Virginia            |
| T. J. Wright       | DB       | Ohio                     |

### Las Vegas Locomotives
| Jugador            | Posición | College               |
| ------------------ | -------- | --------------------- |
| Adam Archuleta     | DB       | Arizona State         |
| Adrian Awasom      | DE       | North Texas           |
| Danny Baugher      | P        | Arizona               |
| Jason Boone        | OG       | Utah                  |
| Wendell Bryant     | NT       | Wisconsin             |
| Ezra Butler        | LB       | Nevada                |
| Wale Dada          | DB       | Washington State      |
| George Gause       | T        | South Carolina        |
| Paul Gause         | DB       | Seton Hall            |
| Andrew Jacas       | K        | Fort Valley State     |
| Nate Jackson       | TE       | Menlo                 |
| Brandon Joyce      | T        | Illinois State        |
| David Kircus       | WR       | Grand Valley State    |
| Scott Kuhn         | TE       | Louisville            |
| Gabe Long          | NT       | Utah                  |
| Brandon Moore      | LB       | Oklahoma              |
| Ronnie Palmer      | LB       | Arizona               |
| Gary Stills        | LB       | West Virginia         |
| Tyson Thompson     | RB       | San Jose State        |
| Andrae Thurman     | WR       | Southern Oregon       |
| Brian Toal         | LB       | Boston College        |
| Nick Turnbull      | DB       | Florida International |
| Chaz Williams      | DB       | Oregon                |
| Terrence Whitehead | RB       | Oregon                |

### New York Sentinels
| Jugador            | Posición | College          |
| ------------------ | -------- | ---------------- |
| C. J. Bacher       | QB       | Northwestern     |
| Trey Brown         | DB       | UCLA             |
| Oliver Celestin    | DB       | Texas Southern   |
| Richard Clebert    | NT       | South Florida    |
| Maurice Fountain   | DE       | Clemson          |
| Ronnie Ghent       | TE       | Louisville       |
| Tyronne Gross      | RB       | Eastern Oregon   |
| Samuel Gutekunst   | T        | None             |
| Jasper Harvey      | C        | San Diego State  |
| Brian Johnson      | QB       | Utah             |
| Noriaki Kinoshita  | WR       | Ritsumeikan      |
| David Lofton       | DB       | Stanford         |
| Marc Magro         | LB       | West Virginia    |
| Terrell Maze       | DB       | San Diego State  |
| Ray Norell         | T        | Buffalo          |
| Ramiro Pruneda     | T        | Monterrey Tech   |
| Joe Rubin          | RB       | Portland State   |
| Steve Sanders      | WR       | Bowling Green    |
| Cecil Sapp         | RB       | Colorado State   |
| Bryan Save         | NT       | Colorado State   |
| Michale Spicer     | DE       | Western Carolina |
| LaBrandon Toefield | RB       | LSU              |
| Nathan Williams    | LB       | Murray State     |
| Shannon Woods      | RB       | Texas Tech       |